# Laura Gundersen
Laura Sofie Coucheron Gundersen (født Svendsen 27. maj 1832, død 1898) var en norsk skuespillerinde.
Hun rejste 17 år gammel til Christiania (Oslo) for at blive skuespiller, efter at have fået penge af en slægtning. Som eneste nordmand blev hun ansat ved Christiania Theater, som var et dansk etablissement. Laura Gundersen tilbragte det meste af sin karriere der, og spillede en række store tragedieroller. Hun blev i sin tid regnet som landets største scenekunstner. Hun urfremførte bl.a. Edvard Griegs melodrama "Bergljot" til tekst af Bjørnson i Christiania Theater i 1885.
Hendes danskinspirerede, romantiske spillestil gik med tiden af mode, og teateret blev fornorsket med en mere realistisk stil. Dette førte til at hun fik færre roller. Hendes arbejde med at finde frem til en egen kvindelig spillestil blev videreført af Johanne Dybwad. 
Laura Gundersen er begravet på Vår Frelsers gravlund i Oslo sammen med sin mand, skuespilleren Sigvard Gundersen.